# Deividas Dulkys
Deividas Dulkys (ur. 21 marca 1988 w Szyłokarczmie) – litewski koszykarz, występujący na pozycjach rzucającego obrońcy oraz niskiego skrzydłowego.
15 sierpnia 2017 został zawodnikiem Stambuł Buyuksehir Belediyesi. 3 sierpnia 2018 dołączył do Arki Gdynia.

## Osiągnięcia
Stan na 15 sierpnia 2019.
NCAA
- Uczestnik:
  - turnieju NCAA (2009, 2010, 2011, 2012)
  - rozgrywek Round of 32 turnieju NCAA (2011, 2012)
  - rozgrywek Sweet Sixteen turnieju NCAA (2011)

Drużynowe
- Brązowy medalista mistrzostw Polski (2019)[3]
- Uczestnik rozgrywek:
  - Euroligi (2013)
  - VTB (2013)
- Finalista pucharu Polski (2019)[4]

Indywidualne
- MVP miesiąca PLK (luty 2014)
- Uczestnik
  - polsko-czeskiego meczu gwiazd (2014)[5]
  - konkursu wsadów PLK–NBL (2014)[5]

Reprezentacja
- Uczestnik kwalifikacji do igrzysk olimpijskich (2012)[6]